# Mistrovství světa v biatlonu 2024 – smíšený závod dvojic
Smíšený závod dvojic na Mistrovství světa v biatlonu 2024 se konal ve čtvrtek 15. února v 18:00 hodin středoevropského času v Novém Městě na Moravě na biatlonovém stadionu Vysočina Arena jako druhý kolektivní závod šampionátu.
Obhájcem prvenství bylo Norsko, které na mistrovství světa v roce 2023 zvítězilo ve složení Marte Olsbuová Røiselandová a Johannes Thingnes Bø. Místo Røiselandová, která v březnu 2023 ukončila sportovní kariéru, do závodu za Norsko nastoupila Ingrid Landmark Tandrevoldová.
Vítězem se stalo francouzské duo ve složení Quentin Fillon Maillet a Lou Jeanmonnotová. Potvrdili tak norsko-francouzskou nadvládu v této disciplíně, když i popáté od zavedení tohoto závodu na mistrovství světa se z prvního místo radovala jedno zemí. Fillon Maillet získal pátý titul mistra světa, když všech pět získal jako člen štafety, resp. smíšené dvojice, a druhé zlato na probíhajícím šampionátu. Pro Jeanmonnotovou to bylo premiérové prvenství na mistrovství světa.
Druhým místem vylepšili Tommaso Giacomel a Lisa Vittozziová o jednu příčku umístění z předcházejícího ročníku, kdy ve stejném složení Itálie slavila bronz. Giacomel vybojoval třetí kariérní cenný kov, pro Vittozziovou to bylo již jedenácté takové umístění a třetí z novoměstského šampionátu. Pro Norsko ve složení Johannes Thingnes Bø aIngrid Landmark Tandrevoldová to bylo nejhorší umístění v této disciplíně na mistrovství světa, když byli nejhůře druzí. Johannes Thingnes Bø, který usiloval o vyrovnání rekordu Ole Einara Bjørndalena v počtu 20 zlatých medailí z mistrovství světa, získal 36. cenný kov a pátý z pěti závodů na probíhající mistrovství, čímž zároveň zkompletoval sadu všech medailí, zatímco Tandrevoldová se radovala v umístění na stupních vítězů na světovém šampionátu podesáté.

## Průběh závodu
Při první předávce získal malý náskok bezchybně střílející Francouz Quentin Fillon Maillet před Norem Johannes Thingnes Bø, který musel využít dva náhradní náboje. V dalším průběhu závodu pak tyto týmy navyšovaly svůj náskok před dalšími: na třetím místě se zpočátku udržovalo Švýcarsko, ale zásluhou dobrého běhu a čisté střelby Lisi Vittozziové se před ně posunula Itálie. Na třetím úseku pak Johannes Bø dojel Fillona Mailleta a Norsko předávalo vteřinu před Francií. Při poslední střelbě však Norka Ingrid Landmark Tandrevoldová udělala čtyři chyby a musela na trestné kolo. Lou Jeanmonnotová za Francii tak získala téměř půlminutový náskok, se kterým si dojela pro zlaté medaile. Před Tandrevoldovou se na začátku posledního kola posunula těsně Vittozziová. Tandrevoldová ji dojela a v posledním sjezdu předjela, ale Vittozziová se jí udržela, v malém stoupání před cílem ji znovu předjela a získala tak pro Itálii stříbrné medaile. Za bronzovým Norskem skončilo čtvrté Švédsko těsně před Švýcarskem.

Za Česko zahajoval štafetu Jonáš Mareček, který střílel rychle, ale vstoje mu nestačily náhradní náboje, musel na trestné kolo a předával na 22. místě. Markéta Davidová pak posunula český tým na 13. pozici a Mareček přes tři dobíjení, které však zvládl velmi rychle, ještě o jednu výše. Davidová pak díky lepší střelbě předstihla finskou a estonskou štafetu. Česká smíšená dvojice tak dojela na desátém místě, což bylo její nejlepší umístění na světovém šampionátu od mistrovství světa v roce 2019.

## Výsledky
| Pořadí                                 | č. | závodníci                                                                                                   | střelba (L+S)                         | čas                                     | ztráta  |
| -------------------------------------- | -- | --- | ------------------------------------- | --------------------------------------- | ------- |
| Zlatá medaile                          | 5  | FrancieQuentin Fillon Maillet Lou Jeanmonnotová Quentin Fillon Maillet Lou Jeanmonnotová                    | 36:21,7 7:38,9 8:25,8 7:56,9 12:20,1  | 0+0 0+3 0+0 0+0 0+0 0+2 0+0 0+1         |         |
| Stříbrná medaile                       | 6  | ItálieTommaso Giacomel Lisa Vittozziová Tommaso Giacomel Lisa Vittozziová                                   | 36:46,3 8:06,0 8:30,4 7:46,7 12:23,2  | 0+3 0+2 0+2 0+2 0+0 0+0 0+1 0+0         | +24,6   |
| Bronzová medaile                       | 1  | NorskoJohannes Thingnes Bø Ingrid Landmark Tandrevoldová Johannes Thingnes Bø Ingrid Landmark Tandrevoldová | 36:49,1 7:42,9 8:36,3 7:41,4 12:48,5  | 0+1 1+6 0+1 0+1 0+0 0+0 0+0 0+2 0+0 1+3 | +27,4   |
| 4.                                     | 3  | ŠvédskoSebastian Samuelsson Hanna Öbergová Sebastian Samuelsson Hanna Öbergová                              | 37:22,6 8:06,8 8:45,2 7:58,4 12:32,3  | 0+5 1+7 0+0 0+3 0+2 0+1 0+2 0+0 0+1 1+3 | +1:00,9 |
| 5.                                     | 10 | ŠvýcarskoNiklas Hartweg Lena Häckiová-Großová Niklas Hartweg Lena Häckiová-Großová                          | 37:22,8 7:49,7 8:59,2 7:57,4 12:36,5  | 0+2 0+4 0+0 0+0 0+1 0+1 0+0 0+1 0+2 0+1 | +1:01,1 |
| 6.                                     | 2  | NěmeckoJustus Strelow Vanessa Voigtová Justus Strelow Vanessa Voigtová                                      | 37:26,3 7:58,1 8:44,4 7:56,5 12:47,3  | 0+0 0+4 0+0 0+1 0+0 0+0 0+0 0+3         | +1:04,6 |
| 7.                                     | 11 | USACampbell Wright Deedra Irwinová Campbell Wright Deedra Irwinová                                          | 37:29,0 7:50,2 8:56,0 7:53,7 12:49,1  | 0+2 0+2 0+0 0+0 0+1 0+1 0+0 0+1 0+1 0+0 | +1:07,3 |
| 8.                                     | 9  | LotyšskoAndrejs Rastorgujevs Baiba Bendiková Andrejs Rastorgujevs Baiba Bendiková                           | 37:32,6 8:00,1 9:13,7 7:53,9 12:24,9  | 0+5 0+1 0+0 0+0 0+3 0+1 0+0 0+0 0+2 0+0 | +1:10,9 |
| 9.                                     | 4  | RakouskoSimon Eder Lisa Theresa Hauserová Simon Eder Lisa Theresa Hauserová                                 | 37:42,7 7:50,4 9:12,6 8:01,1 12:38,6  | 0+2 0+2 0+0 0+0 0+2 0+2 0+0 0+0         | +1:21,0 |
| 10.                                    | 14 | ČeskoJonáš Mareček Markéta Davidová Jonáš Mareček Markéta Davidová                                          | 37:55,4 8:29,1 8:40,1 8:14,3 12:31,9  | 0+5 1+5 0+2 1+3 0+1 0+0 0+2 0+1 0+0 0+1 | +1:33,7 |
| 11.                                    | 13 | EstonskoRene Zahkna Susan Külmová Rene Zahkna Susan Külmová                                                 | 38:03,4 8:17,9 8:50,5 7:53,3 13:01,7  | 0+6 0+3 0+2 0+2 0+1 0+0 0+0 0+0 0+3 0+1 | +1:41,7 |
| 12.                                    | 8  | FinskoOtto Invenius Suvi Minkkinenová Otto Invenius Suvi Minkkinenová                                       | 38:07,0 7:55,8 8:48,5 8:25,1 12:57,6  | 0+2 1+5 0+0 0+1 0+1 0+0 0+0 1+3 0+1 0+1 | +1:45,3 |
| 13.                                    | 17 | PolskoMarcin Zawół Natalia Sidorowiczová Marcin Zawół Natalia Sidorowiczová                                 | 38:42,1 8:28,0 8:40,0 8:20,3 13:13,8  | 0+6 0+1 0+3 0+0 0+0 0+0 0+1 0+1 0+2 0+0 | +2:20,4 |
| 14.                                    | 12 | UkrajinaDmytro Pidručnyj Anastasija Merkušinová Dmytro Pidručnyj Anastasija Merkušinová                     | 38:47,7 8:09,2 9:35,1 8:16,3 12:47,1  | 0+6 0+6 0+2 0+1 0+3 0+3 0+0 0+2 0+1 0+0 | +2:26,0 |
| 15.                                    | 21 | Jižní KoreaTimofej Lapšin Jekatěrina Avvakumovová Timofej Lapšin Jekatěrina Avvakumovová                    | 38:57,9 8:03,7 9:34,3 8:00,2 13:19,7  | 0+6 0+2 0+3 0+0 0+2 0+1 0+0 0+0 0+1 0+1 | +2:36,2 |
| 16.                                    | 27 | BelgieFlorent Claude Lotte Lieová Florent Claude Lotte Lieová                                               | 39:08,8 8:19,6 8:58,8 8:13,6 13:36,8  | 0+4 0+8 0+1 0+2 0+0 0+1 0+0 0+2 0+3 0+3 | +2:47,1 |
| 17.                                    | 23 | BulharskoBlagoy Todev Valentina Dimitrová Blagoy Todev Valentina Dimitrová                                  | 39:12,1 8:02,4 9:14,3 8:14,4 13:41,0  | 1+5 0+3 0+0 0+0 0+0 0+2 0+2 0+0 1+3 0+1 | +2:50,4 |
| 18.                                    | 7  | SlovinskoJakov Fak Polona Klemenčičová Jakov Fak Polona Klemenčičová                                        | 39:27,1 7:59,5 10:16,5 8:03,7 13:07,4 | 1+3 1+6 0+0 0+2 1+3 1+3 0+0 0+1 0+0 0+0 | +3:05,4 |
| 19.                                    | 15 | MoldavskoMaksim Makarov Alla Ghilenko Maksim Makarov Alla Ghilenko                                          | 39:28,8 7:56,9 9:09,8 8:37,2 13:44,9  | 0+6 0+4 0+0 0+1 0+3 0+0 0+1 0+2 0+2 0+1 | +3:07,1 |
| 20.                                    | 20 | RumunskoDmitrii Shamaev Anastasia Tolmachevová Dmitrii Shamaev Anastasia Tolmachevová                       | 39:41,9 7:56,2 9:17,1 8:32,4 13:56,2  | 0+6 1+4 0+0 0+0 0+3 0+0 0+2 0+1 0+1 1+3 | +3:20,2 |
| 21.                                    | 16 | KanadaAdam Runnalls Emma Lunderová Adam Runnalls Emma Lunderová                                             | 39:56,2 8:51,7 9:43,4 8:14,6 13:06,5  | 1+5 0+2 1+3 0+0 0+2 0+1 0+0 0+1 0+0 0+0 | +3:34,5 |
| 22.                                    | 18 | SlovenskoTomáš Sklenárik Mária Remenová Tomáš Sklenárik Mária Remenová                                      | 40:03,6 8:48,4 9:26,1 8:05,3 13:43,8  | 1+6 0+5 1+3 0+1 0+2 0+1 0+0 0+0 0+1 0+3 | +3:41,9 |
| 23.                                    | 22 | KazachstánAlexandr Muchin Galina Višněvská-Šeporenková Alexandr Muchin Galina Višněvská-Šeporenková         | 40:42,1 8:24,2 9:49,5 8:20,6 14:07,8  | 0+6 0+4 0+2 0+0 0+1 1+3 0+2 0+0 0+1 0+1 | +4:20,4 |
| 24.                                    | 19 | LitvaVytautas Strolia Natalja Kočerginová Vytautas Strolia Natalja Kočerginová                              | LAP 8:09,9 10:25,1 8:33,7             | 5+7 0+4 0+1 0+0 2+3 0+3 0+2 0+1 3+3     |         |
| 25.                                    | 24 | ChorvatskoKrešimir Crnković Anika Kozicová Krešimir Crnković Anika Kozicová                                 | LAP 9:19,0 9:25,6                     | 1+6 0+4 1+3 0+2 0+0 0+2 0+3             |         |
| 26.                                    | 25 | JaponskoMikito Tačizaki Aoi Satová Mikito Tačizaki Aoi Satová                                               | LAP 8:51,6                            | 0+5 1+4 0+2 0+1 0+3 1+3                 |         |
| 27.                                    | 26 | AustrálieNoah Bradford Darcie Mortonová Noah Bradford Darcie Mortonová                                      | LAP 10:08,2                           | 0+4 1+4 0+3 1+3 0+1 0+1                 |         |
| 28.                                    | 28 | ŘeckoApostolos Angelis Konstantina Charalampidouová Apostolos Angelis Konstantina Charalampidouová          | LAP 9:29,7                            | 0+5 0+3 0+3 0+3 0+2                     |         |
| Zdroj: LAP – tým byl předběhnut o kolo |    | |                                       |                                         |         |